# Tunnel d'Erjos
 (juillet 2025).
Le tunnel d'Erjos est un tunnel en construction dans l'ouest de l'île de Tenerife, d'une longueur de 5,1 km sous le massif de Teno. Il fait partie d'un tronçon routier de 11,3 km qui reliera l'autoroute TF-1 à Santiago del Teide et la route TF-5 à El Tanqe, terminant ainsi la route circulaire de l'île.

## Construction
Le contrat pour la construction du tunnel et des routes d'accès a été signé le 12 novembre 2019 et les travaux ont débuté le 25 novembre 2019. Ils devaient initialement durer 48 mois pour se terminer fin 2023. Le chantier a cependant été retardé, et l'ouverture à la circulation est désormais prévue en 2027.
Le creusement du premier tube s'est achevé le 26 juin 2023, et celui du second tube en novembre 2024.
Le coût total du projet s'élève à 260 millions d'euros. Le forage a été effectué par des machines spécifiques (ou « robots ») disposant de 2 ou 3 têtes permettant de forer des trous dans la roche, dans lesquels sont insérés des explosifs. Cinq machines ont été utilisées (une à chaque entrée des deux tubes, et une de réserve).

## Contexte
La mise en service du tunnel et de ses voies d'accès permettra de terminer l'anneau routier autour de l'île formé par les routes TF-1 et TF-5. Actuellement, entre les villes d'El Tanque et de Santiago del Teide, il est nécessaire d'emprunter la sinueuse route TF-82. L'ouverture du tunnel devrait permettre de grandement améliorer la connexion entre le nord et l'ouest de l'île, et également de réduire le trafic sur la TF-5 au nord, qui est le tronçon le plus emprunté.
17000 véhicules par jour sont attendus à l'ouverture du tunnel.

## Caractéristiques
Le tunnel à une longueur de 5 100 mètres (dont 4 855 mètres sous la montagne), ce qui en fera le plus long tunnel des Îles Canaries. Il est formé de deux tubes reliés par 19 galeries d'urgences espacées de 250 mètres. Chaque tube a deux voies de circulation.
Les routes d'accès ont deux voies larges de 3,5 mètres et des accotements larges de 2,5 mètres, sur une longueur de 3 kilomètres du côté d'El Tanque et de 2,4 kilomètres du côté de Santiago del Teide.